# Samrāla
Samrāla är en ort i Indien.   Den ligger i distriktet Ludhiana och delstaten Punjab, i den norra delen av landet, 260 km norr om huvudstaden New Delhi. Samrāla ligger 271 meter över havet och antalet invånare är 18 623.
Terrängen runt Samrāla är mycket platt. Runt Samrāla är det tätbefolkat, med 659 invånare per kvadratkilometer. Närmaste större samhälle är Khanna, 14,7 km söder om Samrāla. Trakten runt Samrāla består till största delen av jordbruksmark.